# عمریت
عمریت یا امریت یا ماراتوس یا ماراتو نام شهری باستانی بود در کرانه دریای مدیترانه سوریه. به دست اموری‌ها هزارسال پیش از میلاد ساخته شده بود. ۷ کیلومتر با طرطوس فاصله دارد. دارای آثار باستانی فراوانی است که پرستشگاه فینیقی و ورزشگاه از آن جمله‌اند.
دارای اقتصاد پویایی بوده و سکه‌هایی به ضرب ماراتوس در سده‌های سوم و دوم پیش از میلاد پیدا شده است.